# Maritimes Simulationszentrum Warnemünde

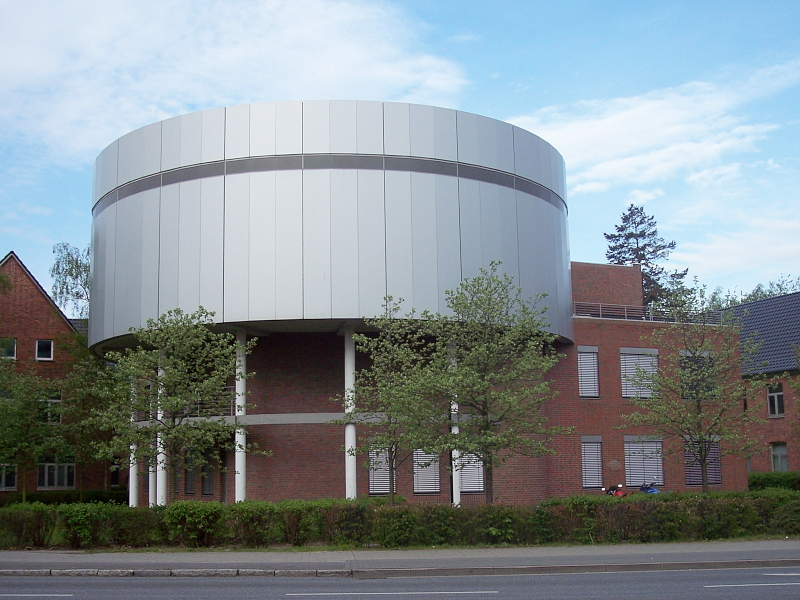
Maritimes Simulationszentrum Warnemünde MSCW

Das Maritime Simulationszentrum Warnemünde (MSCW – Maritime Simulation Centre Warnemünde) ist ein Simulationszentrum, in dem eine gemeinsame Simulation des nautischen und technischen Schiffsbetriebes unter gleichzeitiger Einbeziehung der landseitigen Überwachung durch Verkehrszentralen durchgeführt werden kann. Es dient der Aus- und Weiterbildung des seefahrenden Personals (insbesondere von Schiffsoffizieren) und bietet eine breite Basis für die maritime Forschung und Entwicklung.

## Standort und Aufbau
Das MSCW steht auf dem Rostocker Campus des Bereiches Seefahrt Warnemünde der Hochschule Wismar und ist ein Bestandteil in der studentischen Ausbildung zum Schiffsoffizier. Die Mitarbeiter des Simulationszentrums sind erfahrene Nautiker und Techniker. Sie sind zugleich Mitarbeiter des Bereiches und Angehörige der Hochschule.
Das MSCW beherbergt insgesamt drei Teilsimulatoren, die teilweise miteinander gekoppelt werden können:
- Schiffsführungssimulator (Ship Handling Simulator, SHS)
- Schiffsmaschinensimulator (Ship Engine Simulator, SES)
- Simulator für Verkehrszentralen (Vessel Traffic Service Simulator, VTSS)

Zu jedem der o. g. Teilsimulatoren gehört neben dem eigentlichen Trainingsbereich ein Instruktorbereich, ein Bereich für Vor- und Nachbereitung sowie ein Bereich für das instruktorlose Training (Selbststudium). Angegliedert ist ein Schiffssicherheitstrainer (Ship Safety & Security Trainer).
Technische Grundlage des MSCW bilden vernetzte Computer auf der Basis der Client-Server-Technologie. An den Computern sind über entsprechende Schnittstellen teilweise originalgetreue Geräte eines realen Schiffes angeschlossen. So wird ein fast wirklichkeitsgetreues Simulieren der Abläufe an Bord eines Schiffes ermöglicht.

## Schiffsführungssimulator (SHS)
Der Schiffsführungssimulator besteht aus insgesamt vier nachgebildeten Schiffsbrücken einschließlich der Sichtsimulation. Die Brücke 1 ist eine sogenannte Fullmission-Brücke mit der entsprechenden Brückenausrüstung und einer 360° Rundumsicht. Die Brücke 2 bietet eine 270° Sicht und die Brücken 3 und 4 eine Voraussicht. Auf jeder Brücke kann von den Trainees ein sogenanntes Eigenschiff gesteuert werden. Wenn sich Eigenschiffe in derselben der (potenziell drei möglichen) Übungen befinden, können diese miteinander interagieren.
Die Schiffe und das dazugehörige Seegebiet werden vom Instruktorraum des SHS geladen. Von hier aus werden die Fremdschiffe gesteuert, die sich sonst noch im dargestellten Seerevier fortbewegen. Der Instruktor hat daneben noch Einfluss auf die Umweltbedingungen (Seegang, Strömung, Wind usw.) und kann Störungen im Schiffsbetrieb (ausgefallene Navigationsgeräte, Fehler an der Maschinenanlage usw.) simulieren. Die Kommunikation in der Rolle der Fremdschiffe und zwischen dem Land und dem Schiff wird dabei vom Instruktor übernommen. Er kann die Handlungen der einzelnen Brückenbesatzungen über Kontrollmonitore verfolgen.
Die Auswertung einer Übung erfolgt im Nachbereitungsraum. Hier kann jede Handlung der Trainees in der Übungsaufzeichnung nachverfolgt werden. Im instruktorlosen Training können die Trainees selbstständig an Computern arbeiten und ein Schiff im gewählten Seegebiet steuern.
Von den Fachkräften des MSCW erfolgt die Erarbeitung neuer 3D-Schiffsmodelle und noch nicht vorhandener 3D-Seereviere oder deren Überarbeitung nach den Erfordernissen der Auftraggeber (z. B. Reeder). In den Brücken 1 und 2 erzeugen moderne Videoprojektoren die Sichtsimulation, während in den Brücken 3 und 4 Computermonitore zum Einsatz kommen.

## Schiffsmaschinensimulator (SES)
Im Schiffsmaschinensimulator wird eine Hauptantriebsanlage mit all ihren Versorgungs- und Hilfsanlagen nachgebildet. Er besteht aus einem Maschinenkontrollraum (MKR) und einen Maschinenraum. Im MKR sind eine Maschinenkonsole für den Schiffsantrieb mit seinen Versorgungssystemen und eine Hauptschalttafel für die Erzeuger und Verbraucher von Elektroenergie vorhanden. Im Maschinenraum sind Bedienkonsolen für die unterschiedlichsten Systeme und Anlagen untergebracht. Es können verschiedene Zwei- und Viertakt-Schiffsdieselmotoren mit Fest- oder Verstellpropellerantrieb simuliert werden, so dass man nicht auf einen Schiffstyp bei der Simulation beschränkt ist.
Vom Instruktorraum des SES aus können über 300 Fehler in den Systemen und Anlagen ausgelöst werden. Daneben können über 1000 physikalische Werte (z. B. Seewassertemperatur, Qualität des Brennstoffes usw.) verändert werden.
Im ungekoppelten Betrieb mit den anderen Simulatoren steht dem Instruktor eine einfache Brückenkonsole zur Verfügung, von der aus Brückenkommandos an die Trainees im MKR gegeben werden können. Im gekoppelten Modus mit dem SHS erfolgt die Steuerung der Hauptmaschinenanlage direkt von der Brücke 1 des SHS aus.
Im instruktorlosen Training kann die volle Funktionalität des Hauptsimulators auf einen Computer geladen werden, so dass das Selbststudium für einen Studenten sehr effektiv gestaltet werden kann.
Der Nachbereitungsraum dient wie im SHS der Auswertung einer aufgezeichneten Übung. Bei Bedarf ist es möglich, an die entsprechende Stelle einer Havariesituation in der Übung zu springen, um von hier aus der Handlung einen neuen Verlauf zu geben.
Der Maschinensimulator kann dank der engen Verbindungen zum Hersteller ebenfalls weiterentwickelt werden.

## Simulator für Verkehrszentralen (VTSS)
Dieser Simulator dient zur Nachbildung des Betriebes von Verkehrszentralen (Vessel Traffic Services, VTS). Verkehrszentralen dienen zur Überwachung und z. T. Steuerung des Seeverkehrs. In Deutschland werden diese Einrichtungen von der Wasser- und Schifffahrtsverwaltung des Bundes betrieben. Der VTS-Simulator ist daher Eigentum der Wasser- und Schifffahrtsverwaltung des Bundes und gehört nicht der Hochschule; er wurde durch die Wasser- und Schifffahrtsverwaltung des Bundes beschafft und wird durch den Bereich Seefahrt der Hochschule im Auftrag der Wasser- und Schifffahrtsverwaltung des Bundes betrieben. Er dient zur Fort- und Weiterbildung des in den Verkehrszentralen tätigen Personals.
Im VTSS können bis zu 3 Verkehrszentralen in den jeweiligen Revieren mit einer simulierten Verkehrssituation und den dabei herrschenden Umgebungsbedingungen nachgebildet werden. An den Trainee-Plätzen werden dabei generische Oberflächen eingesetzt, die die wesentliche Funktionalität der Verkehrszentralen darstellen können (z. B. Zielverfolgung, Schiffsdatenverarbeitung). Das Training umfasst die Erfassung der Situation, ihre Bewertung und Entscheidungsfindung bis hin zu Eingriffen in den Schiffsverkehr; ein Schwerpunkt des Trainings ist dabei die Kommunikation zwischen Schiff und Verkehrszentrale.

## Geschichte
Das MSCW wurde gemeinsam vom Land Mecklenburg-Vorpommern und der WSV (Anteil VTS-Simulator) errichtet und finanziert. Das Simulationszentrum wurde 1997 von der in Bremen ansässigen STN Atlas Elektronik erbaut und 1998 an den damaligen Fachbereich Seefahrt der Hochschule Wismar übergeben. Im Jahr 2007/2008 fand eine Erneuerung des SHS und des SES mit neuer Hard- und Software von der Rheinmetall Defence Electronics aus Bremen statt. Die Erneuerung des VTS-Simulators wurde im Jahr 2016 abgeschlossen.